# Грінфілд Тауншип (округ Блер, Пенсільванія)
Грінфілд Тауншип (англ. Greenfield Township) — селище (англ. township) в США, в окрузі Блер штату Пенсільванія. Населення — 3788 осіб (2020).

## Демографія
Згідно з переписом 2010 року, у селищі мешкали 4173 особи в 1697 домогосподарствах у складі 1163 родин. Було 1884 помешкання
Расовий склад населення:
| - 98,6 % — білих - 0,2 % — чорних або афроамериканців - 0,1 % — азіатів |

До двох чи більше рас належало 1,0 %. Частка іспаномовних становила 0,6 % від усіх жителів.
За віковим діапазоном населення розподілялося таким чином: 23,4 % — особи молодші 18 років, 61,0 % — особи у віці 18—64 років, 15,6 % — особи у віці 65 років та старші. Медіана віку мешканця становила 40,6 року. На 100 осіб жіночої статі у селищі припадало 97,7 чоловіків;  на 100 жінок у віці від 18 років та старших — 93,8 чоловіків також старших 18 років.
Середній дохід на одне домашнє господарство  становив 50 879 доларів США (медіана — 38 767), а середній дохід на одну сім'ю — 57 456 доларів (медіана — 51 048). Медіана доходів становила 40 265 доларів для чоловіків та 35 357 доларів для жінок. За межею бідності перебувало 21,0 % осіб, у тому числі 36,6 % дітей у віці до 18 років та 15,9 % осіб у віці 65 років та старших.
Цивільне працевлаштоване населення становило 1812 осіб. Основні галузі зайнятості: освіта, охорона здоров'я та соціальна допомога — 26,7 %, роздрібна торгівля — 16,3 %, виробництво — 10,7 %, науковці, спеціалісти, менеджери — 8,6 %.